# Carlos Loret de Mola
Carlos Loret de Mola Álvarez (Mérida, Yucatán, 17 de octubre de 1976) es un  periodista mexicano. Fue titular de la barra de noticias matutina de la cadena Televisa, bajo los noticiarios Primero Noticias (2004 - 2016) y Despierta (2016 - 2019).
Actualmente, es articulista y colaborador en el diario El Universal, donde escribe la columna «Historias de Reportero»; y conductor de la segunda emisión del noticiario radiofónico Así las cosas, en W Radio. Desde 2020 participa en un proyecto titulado Latinus.
Es hijo del periodista y escritor mexicano, Rafael Loret de Mola y nieto de Carlos Loret de Mola Mediz, periodista, político y exgobernador del Estado de Yucatán.

## Biografía
Pertenece a una familia yucateca; el abuelo, homónimo, Carlos Loret de Mola Mediz fue también periodista y además gobernador de Yucatán. Su padre, Rafael Loret de Mola, escritor y periodista. Es licenciado en economía por el Instituto Tecnológico Autónomo de México (ITAM).

### Carrera periodísticas y mediática
Incursionó en el periodismo a los 16 años en un periódico local de Mérida.
Inició sus actividades periodísticas como reportero en Detrás de la Noticia, de Ricardo Rocha. Posteriormente ingresó a la televisión, donde ha sido corresponsal de Televisa en la guerra de Afganistán y en los eventos posteriores al terremoto del Océano Índico de 2004 en Indonesia. De 2001 a 2004, junto con Gretel Luengas, condujo el noticiario Por Usted en el Canal 4 de Televisa.
En 2011 se hizo pública su relación extramarital con una subordinada suya, Laura G, cuando ambos trabajaban en Primero Noticias. Aunque el asunto fue de la esfera estrictamente personal, trascendió porque Loret de Mola era un hombre público.
El 11 de octubre de 2004, inició la conducción del noticiario matutino Primero Noticias en Noticieros Televisa que condujo hasta el 19 de agosto de 2016. De 2006 a 2019, colaboró como panelista en el programa Tercer Grado en la misma cadena. En agosto de 2016, Primero Noticias fue reemplazado por el noticiario matutino Despierta con Loret, el cual condujo, junto con Ana Francisca Vega y Enrique Campos, hasta agosto de 2019, cuando dejó la cadena Televisa.
En radio, condujo los espacios Contraportada en Radio Fórmula (2008-2018); y Sin Anestesia en Grupo Radio Centro (2018). Desde el 14 de enero de 2019, conduce el noticiario Así las cosas con Carlos Loret de Mola.
Ha participado en numerosas coberturas internacionales, como la Guerra de Libia de 2011, la Revolución egipcia, el Conflicto israelí-palestino.[cita requerida]
Fue el primer periodista que entrevistó a Mahmoud Ahmadinejad, presidente de Irán, y a Benjamin Netanyahu, primer ministro de Israel, en el contexto de las amenazas nucleares.
Fue incluido en 2008 en la lista Young Global Leaders del Foro Económico Mundial.
Su trabajo ha sido citado por medios internacionales como: The New York Times, The Washington Post, CNN y Al Jazeera.
En cine, codirigió, escribió y narró la película documental De panzazo, que rompió récord de taquilla en 2012. Asimismo, participó en el documental Sea of Shadows, producido por Leonardo DiCaprio, que denuncia las redes de corrupción, crimen organizado y pesca ilegal de la totoaba y la vaquita marina en el Mar de Cortés.
Desde 2020 comenzó a dirigir el programa Loret en el portal de noticias LatinUS, que ha sido denominado uno de los medios periodísticos más críticos al gobierno de Andrés Manuel López Obrador. Está totalmente en contra de Las mañaneras, la presencia del presidente de México en televisión explicando la actualidad del pueblo mexicano y contestando a sus preguntas.

## Obras publicadas
- El Negocio: La economía de México atrapada por el narcotráfico (2001).
- Coautor de Bitácora de Guerra (2002).
- Coautor de Haití. Isla Pánico (2011).

## Premios
- Premio Rey de España 2016, en la categoría Televisión, que entrega de la española Agencia EFE[17]
- Premio Internacional de Periodismo que entrega el Club de Periodistas de México 2013[18]
- Premio a la excelencia periodística que entrega el Congreso Estatal de Arizona 2008.[19]
- Premio Nacional de Periodismo de México 2007.[19]
- Premio Nacional de Periodismo de México 2005.[20][19]
- Mención Especial en el Premio Nacional de Periodismo 2001.[2]
- Premio del Certamen Nacional de Periodismo durante 2002, 2003 y 2004.[20]
- Premio de la Asociación Nacional de Locutores en 2002 y 2003.[20]
- Primer Premio Parlamentario de Periodismo en 1998.[2]

## Participación especial
- Prestó su voz en la película «Despicable Me» haciendo la voz del Presentador de Noticias.[21]
- Apareció como él mismo en la serie Una familia de diez presentando su noticiero Primero Noticias, mostrando un vídeo enviado por Martina (Mariana Botas) de Plutarco (Ricardo Margaleff) y Gaby (Daniela Luján) "despidiéndose"[14]
- También participó en 2014 para la película Paraíso conduciendo Primero Noticias y un concurso de cocina.

## Controversias

### Montaje de la AFI (Caso Vallarta - Cassez)
En diciembre de 2005 Carlos Loret, entonces presentador del noticiario matutino de Televisa Primero Noticias, anunció durante el programa un operativo "en vivo" de la Agencia Federal de Investigación, dirigida entonces por Genaro García Luna, para detener a una banda de presuntos secuestradores conocida como Los Zodiaco y que tuvo como resultado la detención de Israel Vallarta y de la ciudadana francesa Florence Cassez. 
Siete años después, en 2013, Loret declaró en una entrevista que aquella transmisión “en vivo” no fue tal y que el no supo sino hasta después que se trataba de un montaje. Grupo Televisa rescindió a uno de los reporteros que participó en el hecho, pero omitió pronunciarse públicamente sobre sus autores intelectuales. El reportero Pablo Reinah, que fue cesado, se inconformó ante la CNDH y denunció que dichos autores habrían sido el propio García Luna, Luis Cárdenas Palomino y el conductor Carlos Loret de Mola. sin que al último pudiese probársele estar involucrado.
Laura Barranco, periodista de Televisa y quien fuera coordinadora de información de Primero Noticias de 2000 a 2006, señaló que Loret de Mola estuvo informado desde un inicio de que el citado operativo en trasmisión directa se trataba de un montaje y el conductor estuvo de acuerdo en llevarlo a cabo.

### Presunta compra irregular de un departamento en Miami
El periodista o youtuber Julio C. Roa, dio a conocer que Carlos Loret compró en el año 2010 un departamento en Miami señalando el valor del inmueble rondaría los 15 millones de pesos, de contado, en la misma zona inmobiliaria, en donde éste señalaría, Genaro García Luna tiene varias propiedades. Sin embargo nunca presentó las pruebas que dijo tener al respecto. Durante su vídeo comentó que la adquisición de dicha propiedad fue registrada en un paraíso fiscal, y que la empresa Latinus, para la cual trabaja actualmente, es mencionada en los Panama Papers.